# Rincon, Novi Meksiko
Rincon je popisom određeno mjesto u okrugu Doñi Ani u američkoj saveznoj državi Novom Meksiku. Dio je metropolitanskoga statističkog područja Las Crucesa.
Prema popisu stanovništva SAD 2010., imao je 271 stanovnika.

## Ime
Ime na španjolskom znači "kut" ili "unutarnji kut". U prošlosti se javlja pod imenima El Rincon de Fray Diego i Thorne.

## Zemljopis
Zemljopisni položaj je 32°40′22″N 107°3′53″W / 32.67278°N 107.06472°W (32.6728583, -107.0647390)(32.6728669; -107.0762912). Prema Uredu SAD-a za popis stanovništva, zauzima 2,7 km² površine, sve suhozemne.
Kroz seoce Rincon teče istoimeni arroyo, dok poplavna ravnica južno od Rio Grandea, južno od Hatcha i jugozapadno od Rincona se zove Rincon Valley.

## Povijest
Mjesto se izvorno zvalo El Rincón de Fray Diego, prema franjevcu iz 17. stoljeća koji je ovdje umro. Uspostavom poštanskog ureda od 1881. do 1883. zvao se Thorne. Ne zna se je li to ime došlo od Fort Thornea (sjeverno od Hatcha) ili prema tvrđavinom eponimu, kapetanu Hermanu Thornu. Dolaskom pruge Santa Fe Rincon je glavno središte poslovanja i trgovine. Pruga se ovdje račvala. Jedan kraj granao se ka jugu i El Pasu, drugi zapadno ka Demingu. Rinco je postao utočištem za prekršitelje zakona. U njega se sklonila Kinneyeva banda, te je grad ponekad nazivan Kinneyville. Život u Rinconu cvao je mnogo godina. No vremenom ga je zasjenio Hatch te je danas mnogo mirnije nego prije.

## Promet i infrastruktura
U Rinconu je poštanski ured ZIP koda 87940. Prijašnji poštanski ured datira iz 1883. godine.

## Stanovništvo
Prema podatcima popisa 2000. ovdje je bilo 220 stanovnika, 60 kućanstava od čega 55 obiteljskih, a stanovništvo po rasi bili su 45,0% bijelci, 2,73% američki Indijanci, 51,82% ostalih rasa, 0,45% dviju ili više rasa. Hispanoamerikanaca i Latinoamerikanaca svih rasa bilo je 87,27%.

## Gospodarstvo
Rincon je 33 milje sjeverno od Las Crucesa, na Međudržavnoj cesti br. 25 (US 85), i približno 20 milja od Svemirske luke Americe, 
novu namjensku svemirsku luku koja je izgrađena iz fondova nevladina panela New Mexico Spaceport Authority i fondova savezne države i okruga. Izgradnja svemirske luke generirala je 800 privremenih radnih mjesta na lokaciji, ali neki rezidenti Rincona bili su sumnjičavi u pogledu dugoročnog stvaranja radnih mjesta, kao što su pristaše gradnje tvrdile u vrijeme prije javnog financiranja.
Tvrtka Virgin Galactic (siječnja 2012.) planira zaposliti 150 osoba na lokaciji svemirske luke.